# پاترشکو
پاترشکو (به بلغاری: Patreshko) روستایی در بلغارستان است که در شهرستان ترویان واقع شده‌است.